# 1805 en architecture
| Années de l'architecture : 1802 - 1803 - 1804 - 1805 - 1806 - 1807 - 1808    |
| Décennies de l'architecture : 1770 - 1780 - 1790 - 1800 - 1810 - 1820 - 1830 |

Cet article présente les faits marquants de l'année 1805 en architecture.

## Réalisations
- 7 octobre : inauguration du Gymnase de Volhynie à Krzemieniec.
- 26 novembre : inauguration du pont-canal de Pontcysyllte au Pays de Galles[1].
- Début de la construction de la bourse de Saint-Pétersbourg

## Événements
- Percier et Fontaine, deviennent architectes du Louvre et du Carrousel (1805-1813).

- Jean Nicolas Louis Durand publie Précis des cours d'architecture donnés à l'École polytechnique à Paris.

## Récompenses
- Prix de Rome : Auguste Guenepin.

## Naissances
- 9 juin : Victor Baltard († 13 janvier 1874).

## Décès
- Charles François Darnaudin (°1741).